# Дамница (гмина)
Дамница (пол. Damnica) — сельская гмина (волость) в Польше, входит как административная единица в Слупский повет, Поморское воеводство. Население — 6302 человека (на 2004 год).

## Демография
| Перепись                       | Всего   | Всего | Женщины | Женщины | Мужчины | Мужчины |
| ------------------------------ | ------- | ----- | ------- | ------- | ------- | ------- |
| Единицы                        | человек | %     | человек | %       | человек | %       |
| Население                      | 6302    | 100   | 3109    | 49,3    | 3193    | 50,7    |
| Плотность населения (чел./км²) | 37,6    | 37,6  | 18,5    | 18,5    | 19      | 19      |